# Malasada
Una malasada (in portoghese: malassada, da "mal-assada" = "poco cotto", simile ai filhós) è un dolce portoghese. È un tipo di ciambella fritta, fatta di palline di pasta lievitata e ricoperte di zucchero semolato e talvolta cannella. Le tradizionali malasadas portoghesi non hanno alcun tipo di ripieno, ma alcune varianti sì, soprattutto quelle fatte alle Hawaii. Le malasadas vengono spesso mangiate il martedì grasso, il giorno prima del mercoledì delle ceneri.
È un dolce tradizionale consumato nelle isole Azzorre e a Madera durante il Carnevale portoghese (Carnevale di Madeira nelle isole di Madeira). Le Malasadas sono state create con l'intenzione di utilizzare tutto lo strutto e lo zucchero della propria casa, in preparazione per la Quaresima (simile alla tradizione del Martedì Grasso nel Regno Unito, comunemente chiamato erroneamente Pancake Day). Questa tradizione è stata portata alle Hawaii, dove si celebra il Martedì Grasso, noto come Malasada Day, che risale ai giorni delle piantagioni di canna da zucchero del XIX secolo, quando i portoghesi (principalmente di Madera e delle Azzorre) si recarono alle Hawaii per lavorare in quelle piantagioni, portando le loro tradizioni cattoliche. Questi lavoratori consumavano burro e zucchero prima della Quaresima, producendo grandi lotti di malasadas.